# Persistenz (Makroökonomie)
Persistenz (persistentia [lat.] = Beharrlichkeit, Ausdauer, Hartnäckigkeit, Eigensinn) bezeichnet in der Makroökonomie das Verharren makroökonomischer Größen auf einem einmal erreichten Niveau.
Persistenz wird in zwei Themengebieten der Volkswirtschaftslehre verwendet. Die Inflationsrate und die Arbeitslosigkeit werden als persistente Größen bezeichnet, vor dem Hintergrund, dass in beiden Themenkomplexen das ursprüngliche Gleichgewicht als Folge von starken volkswirtschaftlichen Veränderungen (Schocks) nicht wiederhergestellt werden konnte.

## Persistenz der Inflation
Ein zentraler Baustein für die makroökonomische Theorie und Wirtschaftspolitik ist die Phillipskurve und der damit beschriebene Zusammenhang zwischen Inflation und Arbeitslosigkeit. In den meisten Volkswirtschaften, wie beispielsweise in Deutschland, ließ sich in den 1960er Jahren ein antiproportionaler Zusammenhang zwischen Inflation und Arbeitslosigkeit erkennen. Bei niedriger Arbeitslosenquote war eine hohe Inflationsrate zu beobachten, bei hoher Arbeitslosenquote war die Inflationsrate relativ niedrig. Nach 1970 brach diese negative Beziehung zwischen Inflationsrate und Arbeitslosenquote jedoch weitgehend zusammen.
Zwei zentrale Gründe für diese Entwicklung waren in Deutschland:
- die deutsche Volkswirtschaft war von zwei starken Ölpreisanstiegen betroffen und der Staat heizte durch seine Nachfragepolitik die Inflationsentwicklung noch zusätzlich an
- eine veränderte Erwartungsbildung der Lohnsetzer aufgrund der Inflationsentwicklung während der 1960er Jahre

Die Entwicklung der Inflationsraten war in den meisten Volkswirtschaften bis in die 1960er Jahre kein persistentes Phänomen. In einem Jahr war die Inflationsrate positiv, im nächsten Jahr hingegen negativ. Im Verlauf der 1960er Jahre nahm die Inflationsrate andauernd positive Werte an und wurde damit immer persistenter. Auf eine hohe Inflationsrate folgte auch im folgenden Jahr eine positive Inflationsrate. Infolge der Persistenz der Inflation veränderten die Lohnsetzer, Beschäftigten und Unternehmen ihre Erwartungsbildung. Wenn für die gesamte Wirtschaft eine zunehmende Inflation erwartet wird, fallen Preis- und Lohnverhandlungen höher aus, wodurch sich auch die Struktur der Beziehung zwischen Arbeitslosigkeit und Inflation veränderte. Es bildete sich ein neuer Zusammenhang heraus: Die Beziehung zwischen Arbeitslosenquote und der Veränderung der Inflation (modifizierte Phillipskurve, um Erwartung erweiterte Phillips-Kurve).
Der Zusammenhang zwischen Arbeitslosigkeit und Inflation hat sich wahrscheinlich mit dem Niveau und der Persistenz der Inflation verändert.

## Persistenz der Arbeitslosigkeit
Ein neuer makroökonomischer Ansatz beschäftigt sich mit der Erklärung der anhaltenden Arbeitslosigkeit in Europa und zeigt Mechanismen auf, die dafür verantwortlich sein können, dass sich die Arbeitslosigkeit nur sehr schwer auf das anfängliche Niveau zurückführen lässt, wenn sie aufgrund von Angebotsschocks angestiegen ist.

### Begriffserklärung und Beispiel
Das folgende Beispiel soll diesen Sachverhalt verdeutlichen:

Abb. 1: Entwicklung der Arbeitslosigkeit 1974–1985 am Beispiel Europa vs. Vereinigte Staaten

Abbildung 1 zeigt, wie sich die Arbeitslosigkeit infolge der beiden Ölpreisschocks Mitte und Ende der 70er Jahre in Europa und den Vereinigten Staaten verhielt. Der Anstieg der Arbeitslosigkeit ging mit einem Anstieg der Inflationsrate einher, welcher vermutlich durch die Angebotsschocks verursacht wurde. Im Fall des amerikanischen Beispiels führten die Anstiege des Ölpreises zu einer Erhöhung der Arbeitslosigkeit. Nachdem sich die Ölpreise stabilisiert hatten, verschwand dieser Effekt. Die Arbeitslosigkeit sank auf das Ausgangsniveau. Im Fall des europäischen Beispiels stieg die Arbeitslosigkeit aufgrund der Ölpreisschocks stärker als in den USA. Selbst nachdem die Ölpreise wieder auf den Ausgangswert gesunken waren, gab es keine Tendenz dafür, dass die Arbeitslosigkeit ebenfalls sank. Dieses generelle Phänomen, wodurch ein Anstieg der Arbeitslosigkeit die Gleichgewichtsarbeitslosigkeit anhebt und dieser Effekt bestehen bleibt, nachdem der ursprüngliche Grund für die steigende Arbeitslosigkeit verschwunden ist, ist bekannt als Persistenz.

Abbildung 2 zeigt die Daten der Niederlande, um das europäische Beispiel zu verdeutlichen. 

Abb. 2: Beispiel Niederlande – Entwicklung Arbeitslosenquote vs. Entwicklung Ölpreis

Wird die niederländische Arbeitslosenquote dem realen Ölpreis des vergangenen Jahres gegenübergestellt, finden sich in den Jahren 1973 bis 1986 parallele Entwicklungen. Die Ölpreisschocks hoben die Arbeitslosigkeit in zwei Etappen auf ein höheres Niveau. Als die Erdölpreise sanken, brach die Übereinstimmung der beiden Kurvenverläufe zusammen. Trotz der fallenden Ölpreise gab es eine erhebliche Persistenz der Arbeitslosenquote. Die Arbeitslosigkeit verharrte selbst nach dem Verschwinden des auslösenden Moments weitgehend auf dem Niveau, das sie während dessen Einwirkung erreicht hatte.
Persistenz verlangsamt die Dynamik der Wirtschaft. Selbst nachdem die Ursache für den Anstieg verschwunden ist, kehrt die Wirtschaft nicht mehr zum ursprünglichen Gleichgewicht zurück. Die extreme Form der Persistenz wird als Hysterese bezeichnet. Hysterese liegt vor, wenn zeitliche Schocks und konjunkturelle Schwankungen das makroökonomische Gleichgewicht permanent beeinflussen. Hysterese ist in der Realität sehr selten, die schwächere Form in Ausprägung der Persistenz scheint hierbei eher die Regel zu sein.

### Ursachen von Persistenz
Als Ursachen für Persistenz können unterschiedliche, sich gegenseitig verstärkende Entwicklungen angeführt werden:

#### Entwertung des Humankapitals
Als ein Bestimmungsgrund für Persistenz kann die zunehmende Entwertung des Humankapitals infolge einer längeren Arbeitslosigkeit angesehen werden. Die Anhäufung von arbeitsspezifischen Fähigkeiten, Fertigkeiten und Kenntnissen wird in der Praxis erlernt. Durch Arbeitslosigkeit fallen diese Qualifikationen nach einer gewissen Zeit aufgrund des technischen Fortschrittes und der dynamischen Wirtschaft zurück. Wenn sich die Wirtschaft nach einer Rezession erholt, kann es geschehen, dass Unternehmen nicht mehr das gleiche arbeitsspezifische und generelle Wissen wiederfinden, da Arbeitslose vom „Learning by doing“-Prozess abgekoppelt sind. Als Folge werden kurzfristig Arbeitslose bei der Einstellung bevorzugt. Für Langzeitarbeitslose ergeben sich schlechtere Markteintrittschancen, wodurch entmutigte Erwerbslose die Arbeitssuche aufgeben oder direkt von Unternehmen als weniger geeignet zurückgewiesen werden und sich ein Sockel an Arbeitslosigkeit herausbildet.

#### Insider-Outsider-Modelle
Eine weitere Ursache für die Persistenz der Arbeitslosigkeit liefern „Insider-Outsider“-Modelle. Über diese Modelle wird eine Monopolstellung der Insider (Arbeitnehmer) in Lohnverhandlungen begründet, da Erwerbspersonen durch den Eintritt in die Arbeitslosigkeit tarifpolitisch einflusslos werden und Unternehmen von einem Austausch von „Insidern“ durch „Outsider“ (Arbeitslose) wegen entstehender Kosten („turnover costs“) absehen. Insider achten darauf, ihren Arbeitsplatz zu gleichen oder besseren Konditionen zu behalten und ihre eigene Beschäftigung zu sichern, Outsider (Arbeitslose) wären eventuell daran interessiert, für eine geringere Entlohnung zu arbeiten. Bei Lohnverhandlungen werden vordergründig nur die Interessen der Insider verfolgt. Kommt es durch exogene Schocks zur Arbeitslosigkeit, kann darin ein Anhaltspunkt für Persistenz durch die Marktmacht der Insider gesehen werden.

#### Kapitalmangel infolge von Angebotsschocks
Ein Kapitalmangel kann aufgrund von Angebotsschocks und einer damit verbundenen geringen Investitionstätigkeit Persistenz hervorrufen, da Beschäftigungsveränderungen nicht „kostenfrei“ sind. Aufgrund von Angebotsschocks verschiebt sich die aggregierte Angebotskurve nach links, die Nachfrage nach Arbeit geht zurück und der Kapitalstock sinkt. Im Konjunkturaufschwung besteht jedoch nicht die Wiederbeschäftigungsmöglichkeit zuvor entlassener Erwerbspersonen. Die Folge ist eine länger anhaltende Arbeitslosigkeit. Aus diesem Grund ist es besser, das Beschäftigungsniveau in kleinen Schritten als in einem großen Sprung anzupassen.

#### Rigiditäten
Rigiditäten legen Unternehmen eine Vielzahl an Restriktionen auf, die zu erheblichen Kosten führen und somit zu Arbeitslosigkeit (Eurosklerose). Institutionelle Arrangements können folglich Auswirkungen auf Arbeitslosigkeit haben.
Aufgezeigt werden soll dies am Vergleich der Vereinigten Staaten mit Europa:

Flexible Reallöhne, geringe Marktaustrittskosten für Beschäftigte, verhältnismäßig kurz gewährte soziale Sicherung bei Arbeitslosigkeit verstärken in den Vereinigten Staaten den Druck zur Aufnahme neuer Beschäftigungsverhältnisse, zur Suchintensität und Mobilität der Arbeitssuchenden und verstärken die Bereitschaft „geringer wertige“ Jobs anzunehmen. Demgegenüber ist Europa von einer niedrigen Anpassungskapazität, resultierend aus einem gut ausgebauten System der sozialen Sicherung, inflexiblen Preisen, hohen rechtlichen und monetären Marktaustrittsbarrieren und einer geringen Mobilitätsbereitschaft, gekennzeichnet. Auch liegen Einkommensteuer und Lohnnebenkosten deutlich höher als in den USA. Die Mindestlöhne in Europa liegen relativ hoch, welches es in Verbindung mit den hohen Lohnnebenkosten unvorteilhaft macht, ungelernte Arbeitskräfte einzustellen, wodurch Persistenzen unausweichlich werden.

### Persistenzen verstärkende Faktoren
Wachsender technischer Fortschritt, rascher Strukturwandel und höhere Qualifikationsanforderungen stehen einem sinkenden Beschäftigungsanteil für Personen ohne abgeschlossene Berufsausbildung und Personen mit veralteten Qualifikationen gegenüber. Das Arbeitsplatzrisiko wettbewerbsschwacher Arbeitnehmer verstärkt sich, und deren Markteintrittschancen verschlechtern sich.
Infolge der Massenproduktion in den 1960er Jahren kam es zu Preissenkungen und somit zu einer starken Nachfrageausweitung. Dies führte wiederum zu einer Expansion der Produktion, wodurch erneute Preissenkungen folgten. Die hohe Preiselastizität der Nachfrage ermöglichte eine Vielzahl an Neueinstellungen. Seit den 1980er Jahren kam es zu einem Rückgang der Preiselastizität der Nachfrage, welcher eine Stagnation der Beschäftigung nach sich zog.

### Zusammenfassung
Arbeitslosigkeit und Inflation zählen zu den zentralen Problemen einer Wirtschaft. Da Persistenzmechanismen der Arbeitslosigkeit zusammenwirken und der Beitrag jedes einzelnen Erklärungsansatzes nicht eindeutig identifiziert werden kann, muss Arbeitslosigkeit mit einer Vielzahl von Maßnahmen bekämpft werden. Auch sind die Erklärungsansätze teilweise umstritten, da es sich bei der Wirtschaftswissenschaft um eine lebendige Disziplin handelt, die fähig ist, mit Veränderungen der Umwelt Schritt zu halten, theoretische Erklärungsansätze zu finden und Handlungsanweisungen zu formulieren.